# Кампос Морено, Хавьер Бенито
Хавьер Бенито Кампос Морено (исп. Javier Benito Campos Moreno; род. 6 марта 1959, Сантьяго) — чилийский шахматист, гроссмейстер (2005).
Двукратный чемпион Чили (1979 и 1980).
В составе сборной Чили участник 5-и Олимпиад (1980—1982, 1992—1994, 2010).

## Изменения рейтинга
| Графики недоступны из-за технических проблем. См. информацию на Фабрикаторе и на mediawiki.org. |